# Nelshael
Nelshael è un fumetto online italiano di ambientazione fantasy, disegnato e scritto dalla coppia denominata Studio Dardanidi; la pubblicazione su web era di una tavola a settimana anche se, il ritmo fu meno frequente fino alla sua interruzione avvenuta al termine del 2008.
Il fumetto veniva disegnato con l'utilizzo di software grafici ricalcando lo stile manga: pagina intera con numero variabile di vignette, bianco e nero con retini per le mezze tinte. Parallelamente venivano realizzati yonkoma come freetalk della disegnatrice ed illustrazioni a colori.

## Trama
I protagonisti (Irene, Kylie, Eblis, Yoon e Jas) sono cinque ragazzi di circa 17 anni, nostri contemporanei; sono stati trasportati nel mondo di Nelshael da un oggetto magico ritrovato casualmente durante una gita scolastica a Pompei. Appena arrivati, i cinque ragazzi, si ritrovano essere l'oggetto della contesa tra due fazioni avverse.